# Wywłoka (miejscowość)
Wywłoka – część historycznego miasta Leżajska. Obecnie stanowi część Kuryłówki.
Powstała na prawym brzegu Sanu jako północno-wschodnia część ówczesnego Leżajska prawdopodobnie w 1397 roku (dokument – przywilej lokacyjny miasta Leżajska z 28 lipca 1397 roku wystawiony przez króla Władysława Jagiełłę mówi o lokacji miasta po obu stronach Sanu). W 1400 roku wchodziła w skład parafii leżajskiej. Jak podaje Józef Półćwiartek, na terenie Wywłoki już w XV wieku istniał dwór obronny będący siedzibą starostów. 23 września 1524 roku miała miejsce relokacja miasta Leżajska na obecne miejsce. Po raz ostatni wzmianka o Wywłoce pojawiła się w 1565 roku. Przed 1570 rokiem włączona została do Kuryłówki, po czym zanikło używanie nazwy Wywłoka. Przed wojną burmistrz Leżajska, Urbański czynił bezskuteczne starania o ponowne przyłączenie Wywłoki (razem z całą Kuryłówką) do miasta.